# Zip-a-Dee-Doo-Dah
Zip-a-Dee-Doo-Dah è un brano musicale composto da Allie Wrubel (musica) e Ray Gilbert (testo) per la colonna sonora del film in tecnica mista della Disney I racconti dello zio Tom del 1946. Nel film la canzone viene cantata dall'attore afroamericano James Baskett. Per Zip-a-Dee-Doo-Dah, il film vinse il premio Oscar per la miglior canzone originale e si trattò della seconda volta nella quale una canzone della Disney si aggiudicò tale premio, dopo When You Wish Upon a Star da Pinocchio (1940). Nel 2004 la canzone è stata inserita alla posizione numero 47 nella classifica AFI's 100 Years... 100 Songs dedicata ai brani più memorabili del cinema statunitense.
La composizione risente nel ritornello della canzone folk tradizionale Zip Coon, risalente a prima della Guerra di secessione americana, dove viene cantato: «Zip a duden duden duden zip a duden day».